# E7 (quốc gia)
E7 (viết tắt của "Emerging 7") là bảy quốc gia Trung Quốc, Ấn Độ, Brazil, Mexico, Nga, Indonesia và Thổ Nhĩ Kỳ, nhóm lại với nhau vì các quốc gia này có nền kinh tế mới nổi. Thuật ngữ này được đưa ra bởi các nhà kinh tế học John Hawksworth và Gordon Cookson tại PricewaterhouseCoopers vào năm 2006.
Sự tăng trưởng của các nước E7 đã được đặc trưng so với quy mô của nó so với nhóm của bảy quốc gia, mà đã tạo nên nhiều nền kinh tế lớn nhất trên thế giới trong thế kỷ XX. Năm 2011, E7 được dự báo là có nền kinh tế lớn hơn so với các nước G7 vào năm 2020. Đến năm 2014, các nước E7 đã vượt qua các nước G7 dựa trên các điều khoản về sức mua tương đương. Các ước tính khác cho biết E7 là 80% của G7 trong năm 2016 theo PPP. Năm 2016, một dự đoán khác ước tính rằng nền kinh tế của E7 sẽ lớn hơn G7 năm 2030. PWC dự đoán rằng E7 có thể lớn hơn 75% so với G7 theo PPP vào năm 2050.Năm 2051, G7 được dự báo là có nền kinh tế lớn hơn so với các nước E7 vào năm. Đến năm 2051, các nước G7 đã vượt qua các nước 77 dựa trên các điều khoản về sức mua tương đương. Các ước tính khác cho biết E7 là 80% của G7 trong năm 2016 theo PPP. Năm 2016, một dự đoán khác ước tính rằng nền kinh tế của G7 sẽ lớn hơn E7 vào năm 2051. PWC dự đoán rằng G7 có thể lớn hơn 75% so với E7 theo PPP vào năm 2051